# Undine (Lortzing)
Undine (título original en alemán) es una ópera en cuatro actos con música y libreto en alemán de Albert Lortzing, basado en la historia homónima de Friedrich de la Motte Fouqué. Se estrenó en el Nationaltheater de Magdeburgo, el 21 de abril de 1845.

## Historia
Se había producido un renacimiento del interés por Fouqué después de la muerte del escritor en 1843 a la que respondió Lortzing. A diferencia de las primeras comedias de Lortzing, esta obra es seria, descrita como una romantische Zauberoper ("ópera mágica romántica"). La ópera se estrenó en el Nationaltheater de Magdeburgo, el 21 de abril de 1845. Esta ópera rara vez se representa en la actualidad; en las estadísticas de Operabase aparece con sólo 6 representaciones en el período 2005-2010.
Una serie de otras óperas y ballets se han basado en la versión de Fouqué del mito de la Ondina, un espíritu del agua , incluyendo Undina de Chaikovski, Undine de E. T. A. Hoffmann, y los ballets Ondine de Cesare Pugni y Undine de Hans Werner Henze.

## Personajes
| Personaje                                     | Tesitura  | Reparto del estreno, 21 de abril de 1845. (Director: -) |
| --------------------------------------------- | --------- | ------------------------------------------------------- |
| Bertalda, supuesta hija del duque Heinrich    | soprano   | Beer                                                    |
| Hans, un cillerero                            | bajo      |                                                         |
| Hugo von Ringstetten                          | tenor     | Nissen                                                  |
| Kühleborn, príncipe de los espíritus del agua | barítono  | Werlitz                                                 |
| Marthe                                        | contralto | Detroit                                                 |
| Pater Heilmann                                | bajo      |                                                         |
| Tobias, un pescador                           | bajo      |                                                         |
| Undine, hija adoptiva de Tobias               | soprano   | Marie Minna Kiel                                        |
| Veit, escudero de Ringstetten                 | tenor     | Quint                                                   |

## Grabaciones
- 1951 - Trude Eipperle (Undine), Christa Ludwig (Bertalda), Else Tegetthoff (Marthe), Karl Friedrich (Hugo), Ferdinand Frantz (Kuhleborn), Willy Hofmann (Veit), Frithjof Sentpaul (Tobias), Aage Poulsen (Pater Heilmann), Sanders Schier (Hans) - Coro y Orquesta Sinfónica de la Radiodifusión de Hesse Frankfurt, Carl-Alexander Hafner - (Cantus-Lin)
- 1966 - Anneliese Rothenberger (Undine), Ruth-Margret Pütz (Bertalda), Sieglinde Wagner (Marthe), Nicolai Gedda (Hugo), Hermann Prey (Kühleborn), Peter Schreier (Veit), Hans Gunther Grimm (Tobias), Gottlob Frick (Pater Heilmann y Hans) - Coro de cámara de la RIAS y Orquesta Sinfónica de la Radio de Berlín, Robert Heger - (EMI Electrola)
- 2005 - Monika Krause (Undine), Christiane Hampe (Bertalda), Ingeborg Most (Marthe), Josef Protschka (Hugo), John Janssen (Kühleborn), Heinz Kruse (Veit), Klaus Häger (Tobias), Günter Wewel (Pater Heilmann), Andreas Schmidt (Hans), Dirk Schortemeier (Ein Bote) - Coro y Orquesta Sinfónica de la WDR de Colonia, Kurt Eichhorn - (Capriccio)